# 克里斯·斯莫林
克里斯·斯莫林（英語：Chris Smalling，1989年11月22日—）是英格兰职业足球运动员，身高192厘米，主要司职中后卫，目前效力於沙特職業足球聯賽俱乐部艾費哈。

## 生平

### 球會生涯
梅德斯通聯
史摩寧出生於倫敦格林威治，9歲時在Walderslade Boys開始接觸足球，史摩寧少年时期并未选择进入任何专业俱乐部的青训，他選擇繼續在查塔姆男子文化學校接受教育。當他修讀A level時，史摩寧選擇代表他的城市肯特郡和肯特郡學校足球隊比賽，這促使他能被提名出選在英格蘭U-18的陣容中，他選擇代表ESFA在百週年紀念盾的賽程出賽，其中包括在2008年4月在溫布利對陣蘇格蘭学校的比賽。雖然他還繼續留學校接受教育，但他已經開始為英格蘭足球依斯米安聯賽中的梅德斯通聯作賽。當史摩寧17歲時，他有幸在梅德斯通聯的陣容中出選，2007年10月3日，他為球隊對陣坎威島，最後以5-2獲勝。12月11日，他首次在聯賽中亮相對陣赫布里奇雨燕，他完成90分鐘賽事，但以2-1落敗。史摩寧還為梅德斯通聯另外的10場聯賽賽事中作賽。在2008年8月24日，他最後為梅德斯通聯出賽，而對陣的球隊是東瑟羅克，梅德斯通聯最後以4-2勝出，而且這次比賽亦令史摩寧射入他在球會的第一個入球。
富咸
2008年6月，史摩寧被富咸的發展隊經理比利麥金利垂青，隨後富咸亦與史摩寧簽約。2009年5月24日，史摩寧首次為富咸於英超亮相，他於77分鐘取代阿倫休斯，為富咸在主場出戰08-09年度英超的最後一場賽事，但以0-2負於愛華頓，史摩寧首次為富咸於正選陣容中出賽，而該場是歐霸盃作客對陣索非亞中央陸軍，最後以1-1賽和。2009年12月28日，史摩寧首次為富咸於英超正選陣容中出賽，但作客以2-1負於車路士，該場亦是富咸在09-10年度英超的最後一場賽事，但史摩寧於該場的75分鐘不幸地射入一球烏龍球。
曼聯
2010年1月28日，曼聯從富咸簽入史摩寧, 合約為期四年於2010年夏季才生效，即是史摩寧會留於富咸至09-10年度英超球季結束才離隊。轉會費金額沒正式透露，估計約700萬英鎊。
2011年7月8日，曼聯與史摩寧簽新5年合約，令其留隊至2015/16年球季。估計其週薪加至5萬英鎊。
2015年4月21日，25歲的史摩寧與曼聯續簽新約，留隊至2019年6月底。
羅馬
2019年8月，史摩寧落實以外借身分加盟羅馬一季，借用費為300萬歐元。2022年5月25日，有史摩寧正選上陣的羅馬在歐洲協會聯賽決賽1:0戰勝飛燕諾，首奪欧洲协会联赛冠軍。

### 阿尔-费哈
2024年9月2日，斯莫林与沙特球队阿尔-费哈签署了一份为期两年的合同。9月14日，他在主场以0-5输给阿尔-雷德的比赛中首次亮相，比赛中他自摆乌龙并被直接红牌罚下场。

### 國家隊生涯
英格蘭青年軍
曾入選英格蘭U21參加外圍賽並助英格蘭U21進入決賽週。史摩寧於決賽週期間仍繼續入選英格蘭U21隊，可惜於分組賽階段只取得小組第3名不能進入四強。
英格蘭主隊
2011年9月2日，史摩寧首次代表英格蘭主隊，比賽為2012年欧洲足球锦标赛外圍賽，作客保加利亞，最後英格蘭勝3:0。

## 榮譽
曼聯
- 英格兰超级联赛冠軍（2）：2010-11年、2012-13年
- 英格蘭社區盾 (4)：2010年、2011年、2013年、2016年
- 英格蘭足總盃冠軍(1)：2015-16年
- 英格蘭联赛盃冠軍(1)：2016-17
- 歐霸盃冠軍(1)：2016-17年

羅馬
- 歐協聯冠軍(1)：2021-22年

## 外部連結
- 足球数据库：克里斯·斯莫林的球员统计数据
- 曼聯官網：簡歷